# Monte Is Caravius
El monte Is Caravius es una montaña que se encuentra en la isla italiana de Cerdeña. Es la cima más alta del macizo del Sulcis en la Cerdeña meridional. Las informaciones sobre la altura de la cima son controvertidas: los atlas geográficos, fuentes bibliográficas históricas y documentaciones oficiales le atribuyen la altura de 1.116 m;

 otras fuentes, entre las que están varias de naturaleza administrativa o técnico-científica que utilizan informaciones procedentes de Sistemas Informativas Territoriales, indican en lugar de ello una altura de 1113 m.
Is Caravius se encuentra en el sector centro-septentrional del macizo montañoso, poco aparente dado que está rodeado por otros altos relieves de 900-1000 m s. n. m. y porque la cima es enteramente boscosa. Se encuentra en el límite sudoeste de la Reserva WWF de Monte Arcosu y es visible desde el norte (llanura del Cixerri, llanura del medio Campidano y montes del Iglesiente. La cumbre marca el límite entre los territorios comunales de Siliqua, Nuxis y Assemini (isla administrativa).
El topónimo es de origen sardo y hace referencia, como otros relieves del Sulcis, a una especie vegetal (Is caravius="los majuelos").